# منگنه‌کش

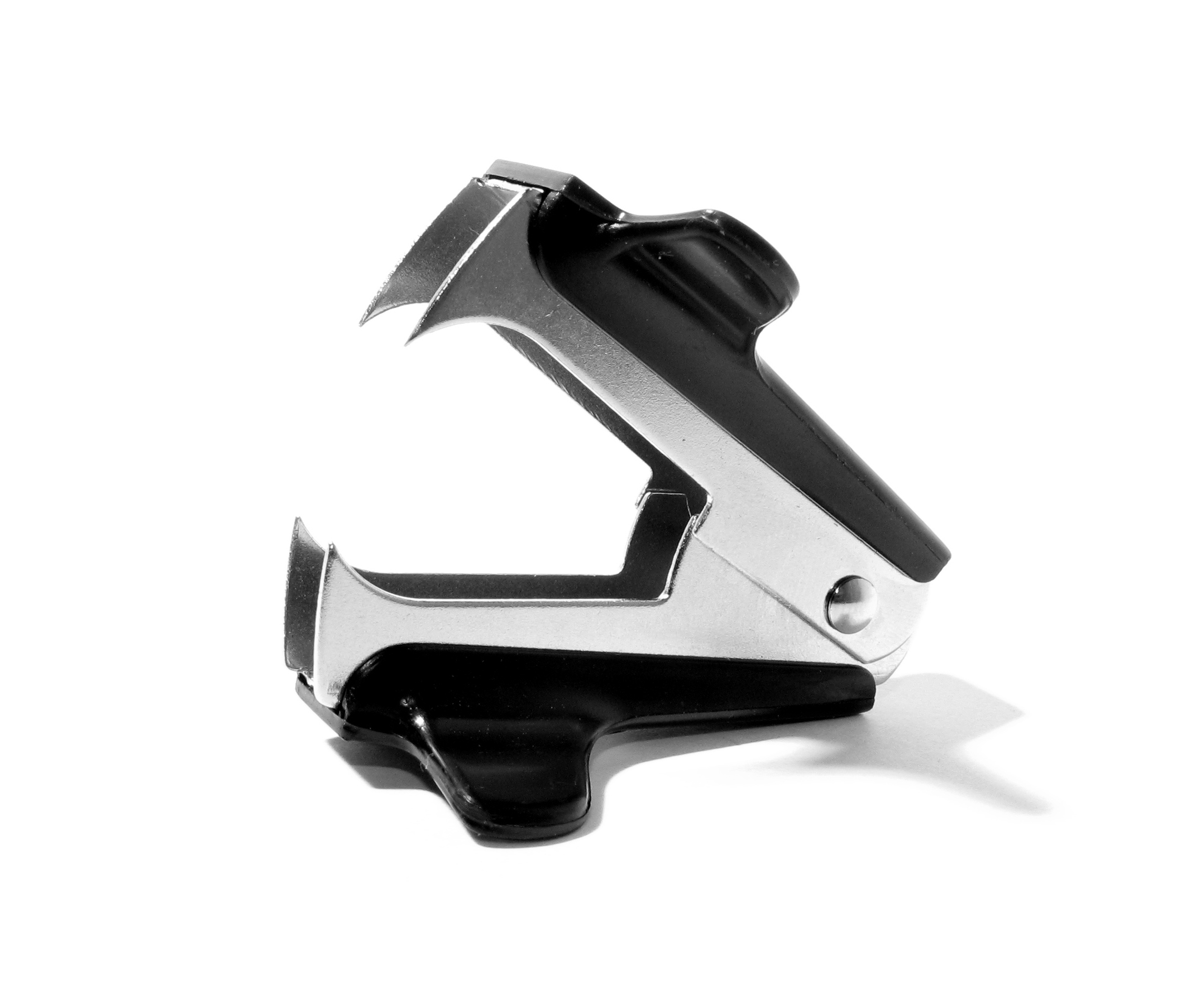
منگنه‌کش

منگنه‌کِش دستگاهی‌است که برداشتن منگنه را از یک جسم بدون آسیب‌زدن امکان‌پذیر می‌کند.
به آن سوزنکش نیز گفته میشود و یک وسیله بسیار کاربردی و مفید میباشد که در رنگ ها و طرح های مختلف موجود است و دارای بدنه اصلی فلزی با روکش های پلاستیکی، چوبی و یا فلزی است و یک وسیله حیاتی در لوازم التحریر و سیستم دفاعی شرکت ها محسوب میشود.